# Ioan Iacob Heraclid
Despot Vodă, o Ioan Iacob Heraclid (18 novembre 1511 – 5 novembre 1563), è stato un guerriero greco e principe moldavo dal 1561 al 1563, anno in cui fu spodestato e giustiziato. Fu il primo monarca di fede protestante nell'est Europa.